# باربانرا
باربانِرا (انگلیسی: Barbanera) یک سالنمای مشهور ایتالیایی است که نخستین بار در سال ۱۷۶۲ میلادی منتشر شد و امروزه نیز همچنان به‌صورت سالانه انتشار می‌یابد.

## محتوا
باربانرا از اولین نسخه همواره در قالب یک تقویم دیواری و سالنمایی با جلد شومیز بوده‌است. این سالنما، علاوه بر تقویم سال، به‌طور سنتی شامل پیش‌بینی آب و هوا، اطلاعاتی دربارهٔ گام‌های ماه و ستاره‌ها، حقایق موشکافانه، ضرب‌المثل‌ها، نکته‌هایی دربارهٔ باغبانی، و پندهایی برای سبک زندگی سالم‌تر نیز می‌شود. تمام محتوای این سالنما از شخص یک ستاره‌شناس و فیلسوف افسانه‌ای الهام گرفته‌اند که در نسخه‌های مختلف با یک ریش سیاه باند به تصویر درآمده‌است.

## موفقیت در طول سالیان
باربانرا به‌دلیل محبوبیتش، از سوی بزرگ‌ترین واژه‌نامه‌های ایتالیایی به‌عنوان مترادف واژهٔ سالنما معرفی شده‌است. این سالنما، هم در زمینهٔ غیر مذهبی و هم در زمینهٔ مذهبی، در طول چند قرن به‌عنوان یک راهنمایی اساسی برای نسل‌های مختلف از مردم ایتالیا وظیفهٔ گسترش دانش در زمینهٔ فناوری و کشاورزی را بر عهده داشته‌است. گابریله دانونزیو تحت عنوان «یک گُل از تمام دوران و دانش ملت‌ها» از آن یاد کرده‌است.

## باربانرا در حافظه جهانی یونسکو
از میان مجموعهٔ سالنماهایی که در بنیاد باربانرا ۱۷۶۲ نگهداری می‌شوند، باربانرا از سال ۲۰۱۵ بخشی از میراث مستند بشریت بوده‌است و از سوی یونسکو در فهرست حافظهٔ جهانی به‌عنوان «نماد سبک ادبی، که تا پیش از ظهور گونه‌های مدرن‌تر ارتباطات همگانی، به خلق فرهنگ توده‌ای و میراث سازندهٔ هویت تمامی ملت‌ها کمک کرده‌است»، مورد اشاره قرار گرفته‌است.